# Les Perses
Pour les articles homonymes, voir Perse.
 (septembre 2022).
Si vous disposez d'ouvrages ou d'articles de référence ou si vous connaissez des sites web de qualité traitant du thème abordé ici, merci de compléter l'article en donnant les références utiles à sa vérifiabilité et en les liant à la section « Notes et références ».
Les Perses (en grec ancien Πέρσαι / Persai) est une tragédie d'Eschyle jouée en 472 av. J.-C. au théâtre de Dionysos, sur les flancs de l'Acropole à Athènes.
La didascalie des Perses nous apprend que la pièce est la deuxième d'une tétralogie : les Perses étaient précédés d'un Phinée et étaient suivis d'un Glaucos de Potnies ; la trilogie tragique était elle-même suivie d'un Prométhée, drame satyrique. Son chorège fut Périclès.
Les Perses est la plus ancienne pièce de l'histoire du théâtre dont on ait conservé le texte,, même si l'on a longtemps pensé qu'il s'agissait des Suppliantes (hypothèse invalidée depuis la publication du Papyrus d'Oxyrhynque 2256.3 en 1952, qui a permis de corriger la date des Suppliantes).
La pièce contient le plus ancien récit conservé de la bataille de Salamine,.

## Genèse et histoire
Cette tragédie fut écrite après les victoires grecques de Salamine et de Platées (Eschyle ayant participé à la première). Si ces échecs militaires n'atteignaient pas réellement l'Empire perse, l'année 480 av. J.-C. fut vécue par les Grecs comme la victoire d'un peuple moins nombreux, mais libre, contre un grand empire ; ou encore du monde hellénique contre les « barbares ». Sans doute, d'un point de vue historique, ce tableau paraît-il simplifié : certains peuples grecs avaient pactisé avec l'Empire perse, lequel n'avait rien de sauvage ; les échanges entre les deux civilisations étaient constants. Mais l'orgueil des Grecs, surtout celui des Athéniens, exalté par le rôle qu'avait joué leur cité, trouvait là matière à un enthousiasme que la poésie allait pouvoir magnifier.

## Résumé
La pièce a lieu à Suse, la capitale de l'Empire perse, et s'ouvre sur un chœur de vieillards, bientôt rejoints par la Reine, mère du roi Xerxès. Tous attendent anxieusement des nouvelles de l'expédition de Xerxès contre les Grecs. Un messager arrive et annonce la défaite des Perses à Salamine, listant de nombreux généraux morts au combat. Il fait savoir que Xerxès est vivant et sur le chemin du retour. La Reine se rend à la tombe de son défunt mari Darius et invoque son Ombre. À la nouvelle de la défaite, Darius condamne l'hybris de son fils Xerxès qui l'a poussé à attaquer la Grèce. Avant de s'évanouir, l'Ombre de Darius prophétise une autre défaite à venir, celle de Platées. Xerxès arrive finalement, encore sous le choc de sa défaite cuisante. La pièce se conclut par des lamentations de Xerxès et du chœur.

### Plan
Les Perses ne comportent pas de prologue, : le chœur entre en scène au début même de la pièce qui s'ouvre sur un chant du coryphée en dimètres anapestiques.
Le plan de la pièce est le suivant :
- parodos : partie anapestique ; partie lyrique ; conclusion anapestique
- premier épisode : la reine, le chœur ; le Messager : récit et kommos (lamentation)
- intermède choral
- deuxième épisode : la reine, le chœur
- intermède choral
- troisième épisode : l'ombre de Darius, la reine puis le chœur
- intermède choral
- exodos lyrique : le chœur, Xerxès.

### Personnages
Les trois personnages principaux sont, par ordre d'entrée en scène, la Reine, Darius et Xerxès.
La Reine n'est jamais nommée. Le nom de Darius apparaît seize fois dans la pièce : treize fois sous la forme Daréios ; les trois autres sous la forme Darian. Xerxès est ainsi nommé dix-sept fois dans la pièce.

## Analyse
Le drame, dans les Perses, ne repose pas sur l'agencement des péripéties et des événements ; ceux-ci sont déjà passés, et on les raconte, ou à venir, et on les prédit ; au reste, le spectateur les connaît déjà et toute l'émotion réside en l'attente angoissée de la catastrophe. Nulle œuvre, à part peut-être les Sept contre Thèbes, ne reflète mieux l'union des deux éléments constitutifs de la tragédie grecque : la déploration lyrique et la narration épique[non neutre] ; le récit du messager d'une part, la prophétie de Darius de l'autre sont les points culminants qui émergent du crescendo choral. Le songe d'Atossa, reine et mère de Xerxès, et son dialogue avec le chœur préparent l'arrivée du messager. Ainsi l'émotion dramatique est obtenue non par un agencement des péripéties, mais par la création d'un climat continu d'attente et d'angoisse, se résolvant en une déploration du malheur consommé.

## Adaptations et mises en scène notables

### Antiquité
D'après un appendice à la Vie d'Eschyle : 

« Hiéron fit à Eschyle l'honneur de donner une nouvelle représentation des Perses en Sicile, où il fut grandement admiré. »

 D'après le scholiaste des Grenouilles d'Aristophane, cette affirmation provient d'Ératosthène. Hiéron est identifié à Hiéron Ier, deuxième tyran de Syracuse. La représentation aurait eu lieu en -470 et Eschyle aurait composé, à cette occasion, la tragédie des Aitnéennes (ou Etnéennes),.

### Histoire contemporaine
Une adaptation française en téléfilm, ou plutôt en « théâtre filmé » nommé Les Perses est sortie en 1961 adaptée par Jean Prat pour la télévision.